# الثائر (قصة قصيرة)
الثائر (بالإنجليزية: The Revolutionist)‏ قصة قصيرة من تأليف الكاتب الأمريكي إرنست همنغواي. كتب همنغواي القصة بين عامي 1923 و1924 عندما كان في باريس، وخطَّط لنشرها هناك، ولكنَّه عدل عن ذلك ونُشِرت للمرة الأولى في عام 1925 في نيويورك مُضمَّنة في مجموعته القصصية «في وقتنا»، بعد أن عدَّل فيها وأضاف إليها. عقب صدورها لم تجذب القصة انتباه النُّقاد، سوى بضعة استعراضات سطحية. في القصة يشير همنغواي إلى لوحة أندريا مانتينيا «المسيح الميت»، واختلف النُّقاد في تكهناتهم حول معنى هذه الإشارة، إذا ما كان همنغواي يشير إلى أهميَّة النزعة الواقعية في مواجهة المثالية، أو إذا ما كانت إشارته إلى اللوحة تعبير عن ألم الشخصية الرئيسية الذي يُعبِّر بدوره عن ألم جيل كامل.
في القصة ثوري شيوعي من المجر يسافر إلى إيطاليا عبر القطار هرباً من الحكومة الجديدة التي أطاحت بالحكومة الشيوعية السابقة وبدأت حملة تطهير للشيوعيين. في إيطاليا يزور الثوري متاحف الفن، ويقتني نسخاً عن لوحات جيوتو وماساتشيو وبييرو ديلا فرانشيسكا، ولكنَّه لا يُعجب بمانتينيا. ثُمَّ تُروى القصة من طرف شخصية ثانية تشاركه الرحلة، يصعد الاثنان على متن قطار إلى رومانيا العليا في شمال إيطاليا. بعد ذلك يرسله مرافقه إلى مدينة ميلان، ومنها ينطلق الثوري إلى سويسرا عبر جبال الألب حيث الأمان. يُرسل الرجل - الراوي - تعليمات إلى الثوري في ميلان حول مسكنه وعناوين الرفاق الشيوعيين في المدينة. ومن ثمَّ تنتهي القصة بالراوي يقول: «وكان آخر ما سمعته عنه هو أنَّ السويسريين ألقوا به في سجن قرب سيون».